# Francis Nautet
Francis Nautet (1854-1896) est un critique, historien de la littérature et écrivain belge de langue française.
Originaire de Verviers, il est l'un des fondateurs en 1895 de la revue littéraire Le Coq rouge et le premier historien de la littérature belge d'expression française.

## Publications
- Le Saxe : comédie en un acte, 1884
- Notes sur la littérature moderne, 1885-1889
- Histoire des lettres belges d'expression française, 1891-1892